# Georges Santoni
 (février 2011).
Si vous disposez d'ouvrages ou d'articles de référence ou si vous connaissez des sites web de qualité traitant du thème abordé ici, merci de compléter l'article en donnant les références utiles à sa vérifiabilité et en les liant à la section « Notes et références ».
Pour les articles homonymes, voir Santoni.
Georges Santoni, né le 31 juillet 1915 à Apt et mort le 28 septembre 2004 à Avignon, est un homme politique français.

## Biographie
Après son baccalauréat, il poursuit ses études et devient Docteur en Pharmacie. Il obtient également un diplôme de Sérologie, de Pharmacie coloniale, d'Optique et d'Hygiène. Pharmacien de l'hôpital d'Apt pendant 35 ans, Georges Santoni est aussi Président de la Croix-Rouge française, membre de l’Académie de Vaucluse, Président du Comité des fêtes d'Apt et Président d'honneur de l'ADAPEI.
En 2010, six ans après sa disparition, la ville d'Apt lui rend hommage en rebaptisant une rue d'après son nom.
Georges Santoni est le beau-fils d'Eugène Baudouin dont il a épousé l'une des deux filles.

## Carrière politique
Georges Santoni s'engage dans la vie politique en 1958. Il est élu député de Vaucluse de décembre 1958 à octobre 1962.
Du 8 mars 1959 au 21 mars 1965, il occupe également les fonctions de 1er adjoint de la commune d'Apt. Le 21 mars 1965, il est élu maire d'Apt et le reste jusqu'au 21 mars 1971. Le 30 juin 1968, il est réélu député de Vaucluse et siège à l'Assemblée nationale, au sein du groupe politique UDR, jusqu'au 1er avril 1973, date de la fin de la législature.